# Prasar Bharati
Prasar Bharati (hindi: Indiens TV-bolag) är ett indiskt TV-bolag som  instiftades 23 november 1997 av Indiens regering med stöd av en lag meddelad av Sansad redan 1990, men som först trädde i kraft den 15 september 1997. Syftet med att överföra den statliga TV-verksamheten till ett aktiebolag var att göra TV mer självständigt från politiker och politiska beslut.